# Barbarea longirostris
Barbarea longirostris là một loài thực vật có hoa trong họ Cải. Loài này được Velen. mô tả khoa học đầu tiên năm 1898.